# 1969–1970-es vásárvárosok kupája
A tizenkettedik alkalommal kiírásra kerülő Vásárvárosok kupája az 1969–1970-es idényben került megrendezésre. A kupát az Arsenal hódította el a RSC Anderlecht ellen.

## Első forduló
| Hazai csapat            | Össz.  | Vendég csapat            | 1. meccs | 2. meccs |
| ----------------------- | ------ | ------------------------ | -------- | -------- |
| Valur                   | 0 – 8  | Anderlecht               | 0 – 6    | 0 – 2    |
| Jeunesse Esch           | 3 – 6  | Coleraine FC             | 3 – 2    | 0 – 4    |
| Dunfermline Athletic FC | 4 – 2  | FC Girondins de Bordeaux | 4 – 0    | 0 – 2    |
| FK Vojvodina            | 1 – 2  | Gwardia Warszawa         | 0 – 1    | 1 – 1    |
| Hvidovre IF             | 1 – 4  | FC Porto                 | 1 – 2    | 0 – 2    |
| Dundee United           | 1 – 3  | Newcastle United FC      | 1 – 2    | 0 – 1    |
| Vitória SC              | 2 – 1  | Baník Ostrava            | 1 – 0    | 1 – 1    |
| Rosenborg BK            | 1 – 2  | Southampton FC           | 1 – 0    | 0 – 2    |
| Vitória FC              | 7 – 2  | Rapid Bucureşti          | 3 – 1    | 4 – 1    |
| Liverpool FC            | 14 – 0 | Dundalk FC               | 10 – 0   | 4 – 0    |
| UD Las Palmas           | 0 – 1  | Hertha BSC               | 0 – 0    | 0 – 1    |
| Juventus FC             | 5 – 2  | PFK Lokomotiv Plovdiv    | 3 – 1    | 2 – 1    |
| FC Lausanne-Sport       | 2 – 4  | Rába ETO                 | 1 – 2    | 1 – 2    |
| FC Barcelona            | 6 – 0  | B1913                    | 4 – 0    | 2 – 0    |
| FC Hansa Rostock        | 3 – 2  | Panióniosz FC            | 3 – 0    | 0 – 2    |
| Internazionale          | 4 – 0  | Sparta Praha             | 3 – 0    | 1 – 0    |
| FC Zürich               | 4 – 5  | Kilmarnock FC            | 3 – 2    | 1 – 3    |
| PFK Szlavija Szofija    | 3 – 1  | Valencia CF              | 2 – 0    | 1 – 1    |
| TSV 1860 München        | 3 – 4  | FK Skeid                 | 2 – 2    | 1 – 2    |
| Dinamo Bacău            | 7 – 0  | Floriana FC              | 6 – 0    | 1 – 0    |
| Charleroi               | 5 – 2  | NK Zagreb                | 2 – 1    | 3 – 1    |
| FC Rouen                | 2 – 1  | FC Twente                | 2 – 0    | 0 – 1    |
| Sporting CP             | 6 – 2  | LASK Linz                | 4 – 0    | 2 – 2    |
| Arsenal FC              | 3 – 1  | Glentoran FC             | 3 – 0    | 0 – 1    |
| FC Carl Zeiss Jena      | 1 – 0  | Altay SK                 | 1 – 0    | 0 – 0    |
| Árisz FC                | 1 – 4  | Cagliari Calcio          | 1 – 1    | 0 – 3    |
| CE Sabadell FC          | 3 – 5  | Club Brugge              | 2 – 0    | 1 – 5    |
| FK Partizan             | 2 – 3  | Újpesti Dózsa            | 2 – 1    | 0 – 2    |
| VfB Stuttgart           | 4 – 1  | Malmö FF                 | 3 – 0    | 1 – 1    |
| FC Metz                 | 2 – 3  | SSC Napoli               | 1 – 1    | 1 – 2    |
| Hannover 96             | 2 – 4  | AFC Ajax                 | 2 – 1    | 0 – 3    |
| Wiener SC               | 5 – 6  | Ruch Chorzów             | 4 – 2    | 1 – 4    |

## Második forduló
| Hazai csapat            | Össz.  | Vendég csapat    | 1. meccs | 2. meccs |
| ----------------------- | ------ | ---------------- | -------- | -------- |
| Anderlecht              | 13 – 4 | Coleraine FC     | 6 – 1    | 7 – 3    |
| Dunfermline Athletic FC | 3 – 1  | Gwardia Warszawa | 2 – 1    | 1 – 0    |
| FC Porto                | 0 – 1  | Newcastle United | 0 – 0    | 0 – 1    |
| Vitória SC              | 4 – 8  | Southampton FC   | 3 – 3    | 1 – 5    |
| Vitória FC              | 3 – 3  | Liverpool FC     | 1 – 0    | 2 – 3    |
| Hertha Berlin           | 3 – 1  | Juventus FC      | 3 – 1    | 0 – 0    |
| Rába ETO                | 2 – 5  | FC Barcelona     | 2 – 3    | 0 – 2    |
| FC Hansa Rostock        | 2 – 4  | Internazionale   | 2 – 1    | 0 – 3    |
| Kilmarnock FC           | 4 – 3  | Szlavija Szofija | 4 – 1    | 0 – 2    |
| Skeid                   | 0 – 2  | Dinamo Bacău     | 0 – 0    | 0 – 2    |
| Charleroi               | 3 – 3  | FC Rouen         | 3 – 1    | 0 – 2    |
| Sporting CP             | 0 – 3  | Arsenal FC       | 0 – 0    | 0 – 3    |
| FC Carl Zeiss Jena      | 3 – 0  | Cagliari Calcio  | 2 – 0    | 1 – 0    |
| Club Brugge             | 5 – 5  | Újpesti Dózsa    | 5 – 2    | 0 – 3    |
| VfB Stuttgart           | 0 – 1  | SSC Napoli       | 0 – 0    | 0 – 1    |
| Ajax Amsterdam          | 9 – 1  | Ruch Chorzów     | 7 – 0    | 2 – 1    |

## Harmadik forduló
| Hazai csapat       | Össz. | Vendég csapat           | 1. meccs | 2. meccs |
| ------------------ | ----- | ----------------------- | -------- | -------- |
| Anderlecht         | 3 – 3 | Dunfermline Athletic FC | 1 – 0    | 2 – 3    |
| Newcastle United   | 1 – 1 | Southampton FC          | 0 – 0    | 1 – 1    |
| Vitória FC         | 1 – 2 | Hertha Berlin           | 1 – 1    | 0 – 1    |
| FC Barcelona       | 2 – 3 | Internazionale          | 1 – 2    | 1 – 1    |
| Kilmarnock FC      | 1 – 3 | Dinamo Bacău            | 1 – 1    | 0 – 2    |
| FC Rouen           | 0 – 1 | Arsenal FC              | 0 – 0    | 0 – 1    |
| FC Carl Zeiss Jena | 4 – 0 | Újpesti Dózsa           | 1 – 0    | 3 – 0    |
| SSC Napoli         | 1 – 4 | Ajax Amsterdam          | 1 – 0    | 0 – 4    |

## Negyeddöntők
| Hazai csapat       | Össz. | Vendég csapat    | 1. meccs | 2. meccs |
| ------------------ | ----- | ---------------- | -------- | -------- |
| Anderlecht         | 3 – 3 | Newcastle United | 2 – 0    | 1 – 3    |
| Hertha Berlin      | 1 – 2 | Internazionale   | 1 – 0    | 0 – 2    |
| Dinamo Bacău       | 1 – 9 | Arsenal FC       | 0 – 2    | 1 – 7    |
| FC Carl Zeiss Jena | 4 – 6 | Ajax Amsterdam   | 3 – 1    | 1 – 5    |

## Elődöntők
| Hazai csapat | Össz. | Vendég csapat  | 1. meccs | 2. meccs |
| ------------ | ----- | -------------- | -------- | -------- |
| Anderlecht   | 2 – 1 | Internazionale | 0 – 1    | 2 – 0    |
| Arsenal FC   | 3 – 1 | AFC Ajax       | 3 – 0    | 0 – 1    |

## Döntő
| Hazai csapat | Össz. | Vendég csapat | 1. meccs | 2. meccs |
| ------------ | ----- | ------------- | -------- | -------- |
| Anderlecht   | 3 – 4 | Arsenal FC    | 3 – 1    | 0 – 3    |

### 1. mérkőzés
| 1970. április 22. |

| Anderlecht                  | 3–1   | Arsenal     |
| --------------------------- | ----- | ----------- |
| Devrindt 25' Mulder 30' 74' | (2–0) | Kennedy 82' |

| Constant Vanden Stock Stadion, Anderlecht Nézőszám: 37 000 Játékvezető: Rudolf Scheurer (svájci) |

### 2. mérkőzés
| 1970. április 28. |

| Arsenal                           | 3–0   | Anderlecht |
| --------------------------------- | ----- | ---------- |
| Kelly 25' Radford 75' Sammels 76' | (1–0) |            |

| Highbury Stadion, London Nézőszám: 51 612 Játékvezető: Gerhard Kunze (keletnémet) |

| Az 1969–1970-es vásárvárosok kupája győztese |
| -------------------------------------------- |
| Arsenal 1. cím                               |